# Corral de Calatrava
Corral de Calatrava là một đô thị thuộc Ciudad Real, Castile-La Mancha, Tây Ban Nha. Đô thị này có dân số là 1.272.

## Dân số
| 1991  | 1996  | 2001  | 2004  | 2006  |
| ----- | ----- | ----- | ----- | ----- |
| 1.348 | 1.100 | 1.283 | 1.262 | 1.278 |